# 底比斯 (埃及)
底比斯（希臘語：Θῆβαι）是上埃及古城，古埃及名称为瓦塞特，意为权杖之城。瀕臨尼羅河，位於今埃及中部，即今天的卢克索附近。作為皇室居地和宗教膜拜的宗教中心，它從公元前22世紀中期到公元前18世紀曾繁榮一時，然後到新王國時期又復興一次，而本地代表神阿蒙也成為古埃及最知名的膜拜對象。它的建築遺迹包括許多輝煌的廟宇和帝王谷附近的法老陵墓。

## 興起
在古王國時期，底比斯只是一個寂寂無名的小型商道中心。它作為通往西奈半島和彭特的水路及通往努比亞的陸路的樞紐。但正因為這個優勢，第十一王朝法老曼图霍特普二世決定把首都定在底比斯，並在底比斯為阿蒙神大興土木，興建很多神廟，底比斯從此成為古埃及的聖地。
根据历史年表，底比斯可以算是埃及的九朝古都。自十一王朝第一位国王塞赫塔尼-安特夫（Sehertani Antef，前2120-前2118年）决定迁都至此并开始建设，以后在此建都的王朝有：十二王朝（前1991）、十三王朝（前1785）、十六王朝（前1622）、十八王朝（前1580）、十九王朝（前1314）、二十王朝（前1200）、二十一王朝（前1085）、和二十五王朝（前716）。

## 重新興起
在新王國時期，底比斯再次作為埃及首都和宗教中心。在東底比斯，法老為阿蒙神和他們自己建立很多壯觀的神廟和宮殿。與此同時，法老亦在西底比斯建設了一系列華麗的陵墓，當中最為著名的是拉美西斯二世墓和圖坦卡蒙墓。

## 現存遺跡

### 東底比斯

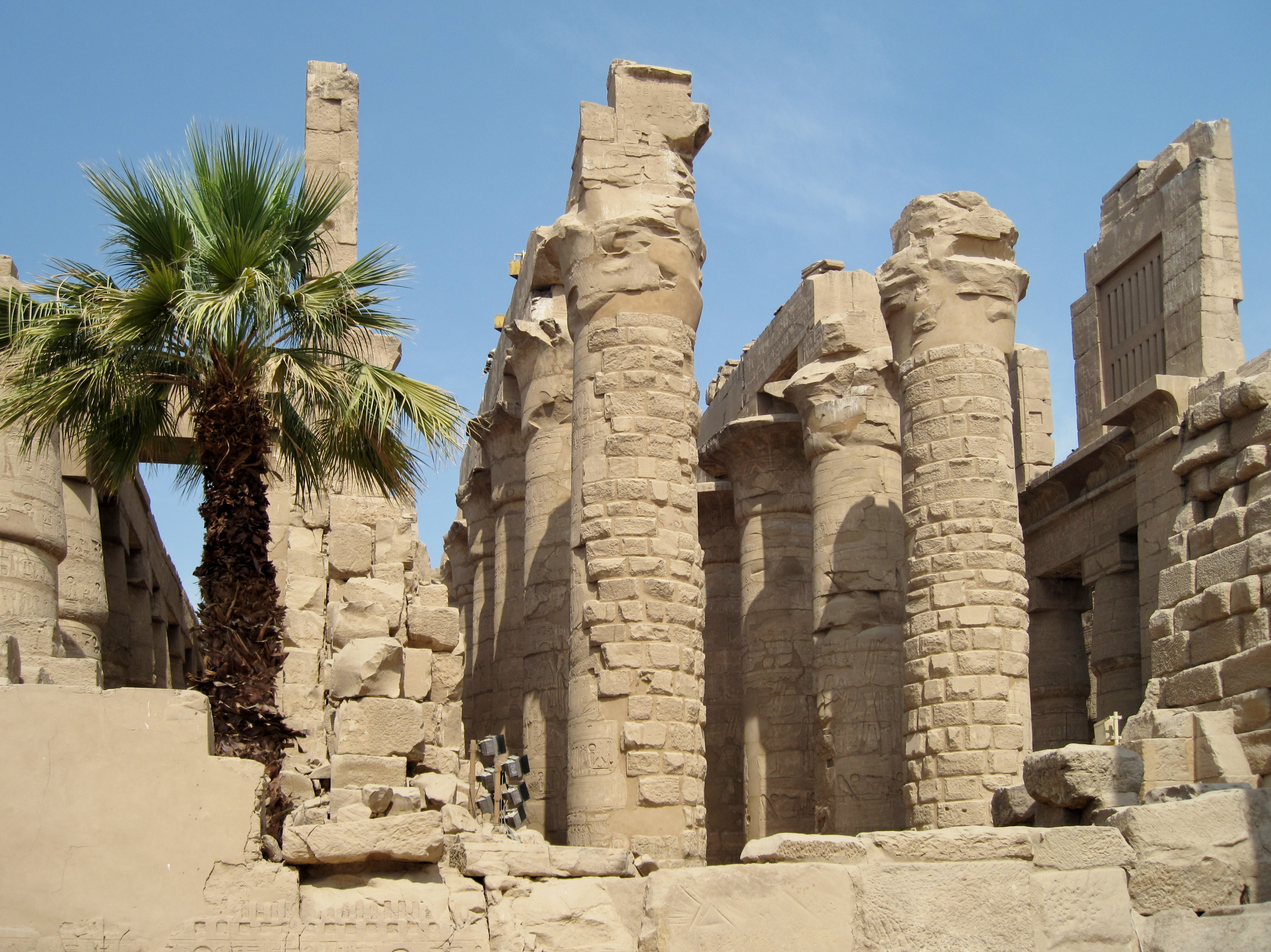
卡奈克神廟

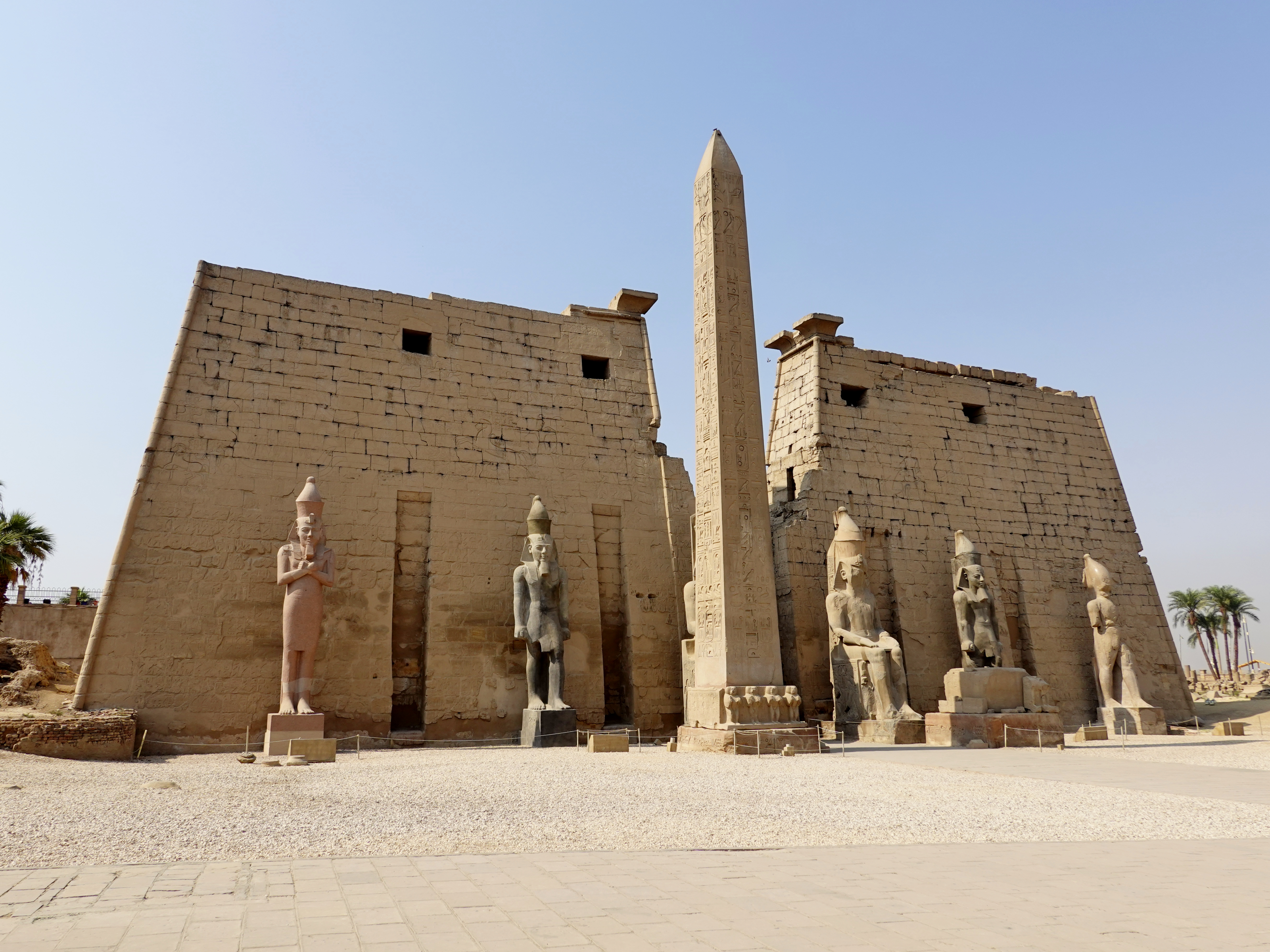
盧克索神庙

- 阿蒙雷區
- 卡奈克神廟
- 盧克索神庙
- 孔斯神廟
- 穆特區
- 蒙圖區
- 獅身人面像大道

### 西底比斯
- 德爾麥地那（Deir el-Medina）：古埃及工人村
- 馬爾卡塔（Malkata）：由阿蒙霍特普三世在新王國期間建造的古埃及宮殿建築群所在地。
- 拉美西姆
- 阿蒙霍特普三世之廟(Mortuary Temple of Amenhotep III)
- 哈特謝普蘇特女王大殿(代爾埃爾巴哈里)
- 塞提一世之廟
- 拉美西斯三世之廟
- 國王谷
- 王后谷
- 底比斯的皇家陵墓和貴族陵墓
- 阿托恩

## 登录基准
该世界遗产被认为满足世界遺產登錄基準中的以下基準而予以登錄：
- （i）表现人类创造力的经典之作。
- （iii）呈现有关现存或者已经消失的文化传统、文明的独特或稀有之证据。
- （vi）具有显著普遍价值的事件、活的传统、理念、信仰、艺术及文学作品，有直接或实质的连结（世界遗产委员会认为该基准应最好与其他基准共同使用）。

## 外部連結
- 神奇古都底比斯
- 联合国教科文组织世界遗产中心 （页面存档备份，存于）
- 底比斯城定位計劃（英文）